# Сан-Джованні-ін-Фйоре
Сан-Джованні-ін-Фйоре (італ. San Giovanni in Fiore, сиц. San Giuanni de Juri) — муніципалітет в Італії, у регіоні Калабрія, провінція Козенца.
Сан-Джованні-ін-Фйоре розташований на відстані близько 460 км на південний схід від Рима, 45 км на північ від Катандзаро, 39 км на схід від Козенци.
Населення — 17 501 особа (2014).

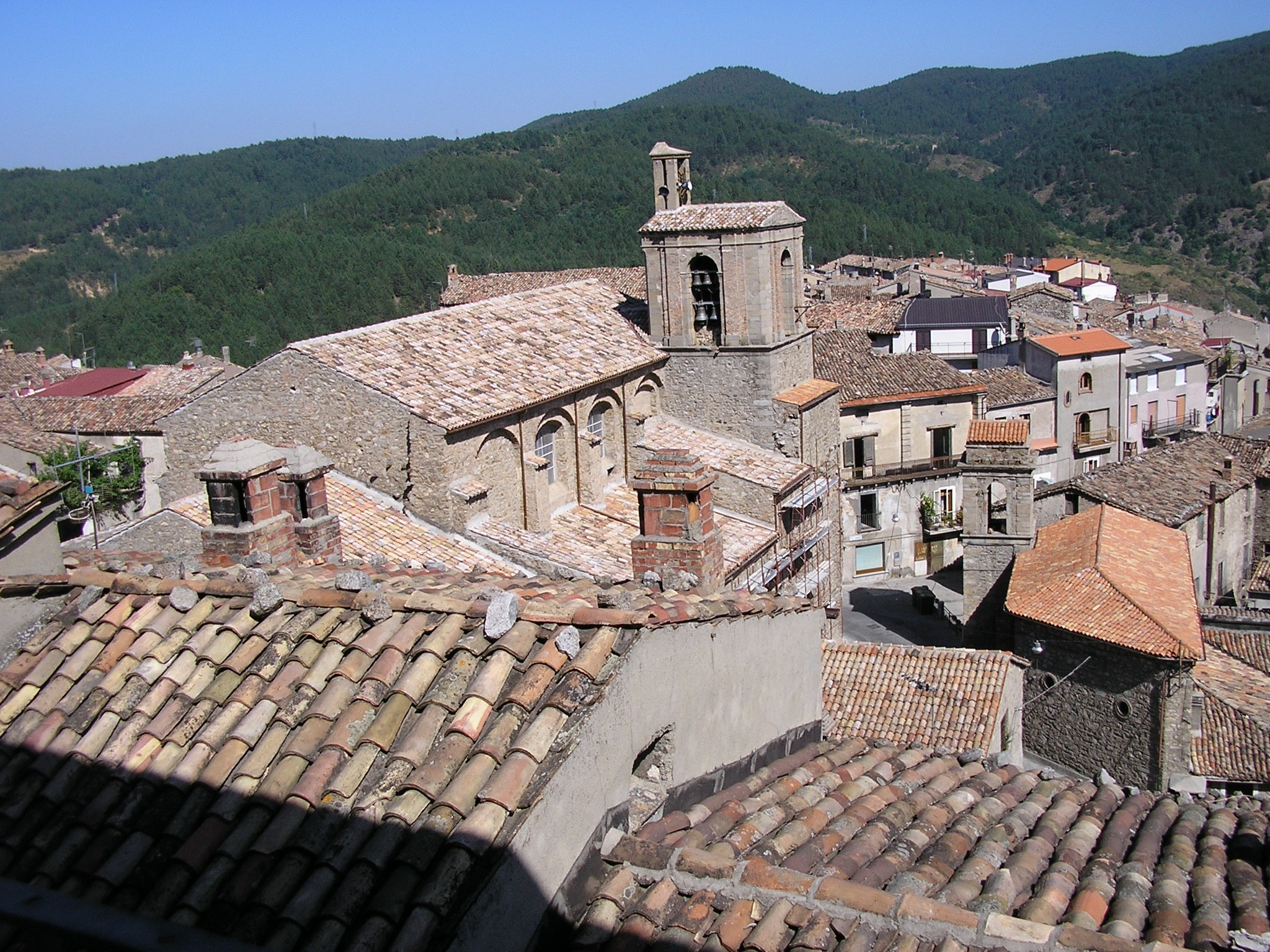

Щорічний фестиваль відбувається 24 червня. Покровитель — святий Іван Хреститель.

## Демографія
Населення за роками:

Станом на 1 січня 2023 року в муніципалітеті офіційно проживало 455 іноземців з 23 країн, серед них 152 громадяни країн Євросоюзу та 16 громадян України.

## Сусідні муніципалітети
- Априльяно
- Боккільєро
- Каккурі
- Кастельсілано
- Котронеї
- Лонгобукко
- Педаче
- Савеллі
- Серра-Педаче
- Спеццано-Пікколо
- Таверна